# Karl Alexander Müller
Karl Alexander Müller (Basileia, 20 de abril de 1927 – 9 de janeiro de 2023) foi um físico suíço.

## Carreira
Recebeu o Nobel de Física de 1987, junto com Johannes Georg Bednorz, por fundamentais avanços na descoberta de materiais cerâmicos supercondutores. Em abril de 1986, ambos conseguiram obter supercondutividade em um compósito de óxido de bário, lantânio e cobre a uma temperatura de 35 K - até então, em 75 anos desde a descoberta deste fenômeno, a mais alta temperatura na qual se detetara a manifestação de supercondutividade era 23 K. Antes do final daquele ano, pesquisadores da Universidade de Tóquio e da Universidade de Houston confirmaram o resultado, o que valeu a Müller e Bednorz o Nobel no ano seguinte.
Recebeu o Prêmio Robert Wichard Pohl de 1987, juntamente com Johannes Georg Bednorz.

## Morte
Müller morreu no dia 9 de janeiro de 2023, aos 95 anos.

## Publicações (Seleção)
- Paramagnetische Resonanz von Fe3+ in SrTiO3 Einkristallen. Dissertação. ETH Zürich 1958 (Resumo).
- com J.G. Bednorz: Possible High Tc Superconductivity in the Ba-La-Cu-O System. In: Zeitschrift für Physik. B: Condensed matter. Band 64, 1986, ISSN 0722-3277, S. 189–193. doi:10.1007/BF01303701.
- mit Tom W. Kool (Hrsg.): Properties of perovskites and other oxides. World Scientific 2010, doi:10.1142/7591.